# Monte Meron
O Monte Meron (em hebraico:  הַר מֵירוֹן, Har Meron; em árabe: جبل الجرمق, Jabal al-Jarmaq) é uma montanha de Israel com altitude de 1 208 metros (3 963 pés) e situada na região da Alta Galileia, no norte do país.
Tem especial importância na tradição religiosa judaica, atraindo a cada ano milhares de peregrinos, e partes da montanha estão integradas a uma reserva natural.
A aldeia de Meron também fica na montanha. 

## Geografia

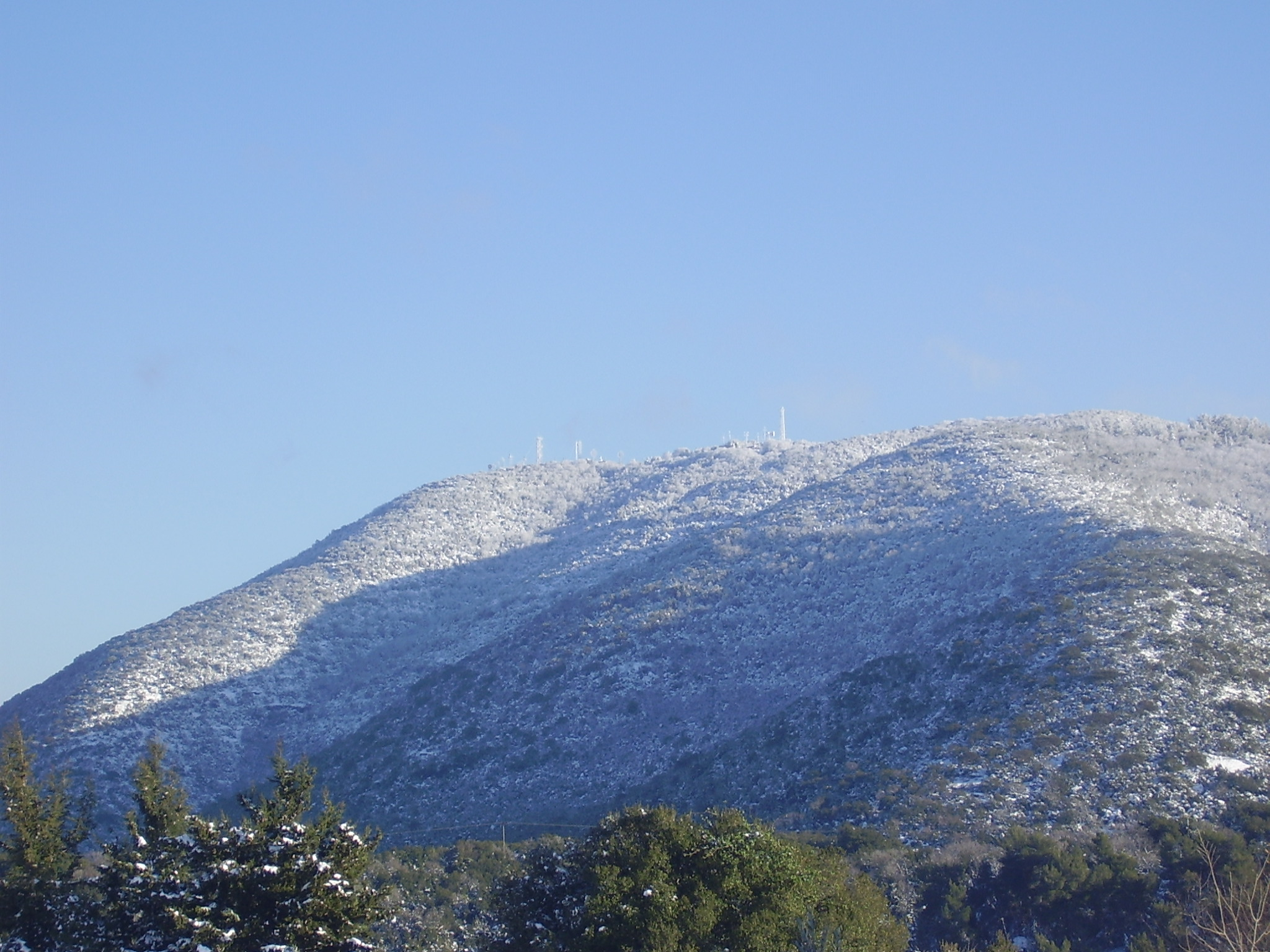
Neve no monte Meron

### Relevo e vegetação
A sua altitude torna-o na montanha mais alta de Israel dentro da Linha Verde, já que pontos mais altos só se encontram no interior da área ocupada por Israel nos Montes Golã, como o Monte Hermon.
A montanha tem vegetação rasteira extensa e não pode ser escalada de todas as direções. O caminho principal começa no lado noroeste da vila Meron e existe um portão junto à estrada, com um caminho demarcado a cores de cerca de 10 km. Também existe um caminho no lado oeste da montanha.

### Clima
O Monte Meron tem clima mediterrânico, com verões quentes e secos e invernos frescos e úmidos. Algumas vezes neva no topo no inverno.
| Dados climáticos para Monte Meron (2002–2007)                    | Dados climáticos para Monte Meron (2002–2007) | Dados climáticos para Monte Meron (2002–2007) | Dados climáticos para Monte Meron (2002–2007) | Dados climáticos para Monte Meron (2002–2007) | Dados climáticos para Monte Meron (2002–2007) | Dados climáticos para Monte Meron (2002–2007) | Dados climáticos para Monte Meron (2002–2007) | Dados climáticos para Monte Meron (2002–2007) | Dados climáticos para Monte Meron (2002–2007) | Dados climáticos para Monte Meron (2002–2007) | Dados climáticos para Monte Meron (2002–2007) | Dados climáticos para Monte Meron (2002–2007) | Dados climáticos para Monte Meron (2002–2007) |
| Mês                                                              | Jan                                           | Fev                                           | Mar                                           | Abr                                           | Mai                                           | Jun                                           | Jul                                           | Ago                                           | Set                                           | Out                                           | Nov                                           | Dez                                           | Ano                                           |
| ---------------------------------------------------------------- | --------------------------------------------- | --------------------------------------------- | --------------------------------------------- | --------------------------------------------- | --------------------------------------------- | --------------------------------------------- | --------------------------------------------- | --------------------------------------------- | --------------------------------------------- | --------------------------------------------- | --------------------------------------------- | --------------------------------------------- | --------------------------------------------- |
| Recorde alta °C (°F)                                             | 17 (63)                                       | 22 (72)                                       | 18 (64)                                       | 26 (79)                                       | 32 (90)                                       | 32 (90)                                       | 33 (91)                                       | 36 (97)                                       | 33 (91)                                       | 28 (82)                                       | 26 (79)                                       | 20 (68)                                       | 36 (97)                                       |
| Média alta °C (°F)                                               | 8 (46)                                        | 9 (48)                                        | 11 (52)                                       | 18 (64)                                       | 23 (73)                                       | 27 (81)                                       | 29 (84)                                       | 30 (86)                                       | 27 (81)                                       | 26 (79)                                       | 20 (68)                                       | 12 (54)                                       | 20 (68)                                       |
| Média diária °C (°F)                                             | 6 (43)                                        | 6 (43)                                        | 7 (45)                                        | 13 (55)                                       | 18 (64)                                       | 21 (70)                                       | 23 (73)                                       | 24 (75)                                       | 21 (70)                                       | 20 (68)                                       | 16 (61)                                       | 9 (48)                                        | 15 (59)                                       |
| Média baixa °C (°F)                                              | 4 (39)                                        | 3 (37)                                        | 4 (39)                                        | 8 (46)                                        | 13 (55)                                       | 15 (59)                                       | 17 (63)                                       | 18 (64)                                       | 16 (61)                                       | 15 (59)                                       | 12 (54)                                       | 6 (43)                                        | 11 (52)                                       |
| Recorde baixa °C (°F)                                            | −2 (28)                                       | −8 (18)                                       | —                                             | 3 (37)                                        | 7 (45)                                        | 11 (52)                                       | 15 (59)                                       | 13 (55)                                       | 13 (55)                                       | 11 (52)                                       | 5 (41)                                        | —                                             | −8 (18)                                       |
| Média precipitação mm (pol.)                                     | 70 (2.76)                                     | 190 (7.48)                                    | 270 (10.63)                                   | 60 (2.36)                                     | 80 (3.15)                                     | 180 (7.09)                                    | —                                             | —                                             | —                                             | —                                             | 20 (0.79)                                     | 240 (9.45)                                    | 1 150 (45,28)                                 |
| Média de dias de precipitação                                    | 5                                             | 10                                            | 8                                             | 4                                             | 5                                             | 10                                            | —                                             | —                                             | —                                             | —                                             | 1                                             | 10                                            | 56                                            |
| Média umidade relativa (%)                                       | 75                                            | 72                                            | 68                                            | 55                                            | 45                                            | 45                                            | 46                                            | 49                                            | 52                                            | 50                                            | 56                                            | 72                                            | 57.1                                          |
| Fonte: «Climate Information for Har Meron, Israel». Weather Base |                                               |                                               |                                               |                                               |                                               |                                               |                                               |                                               |                                               |                                               |                                               |                                               |                                               |

## Importância religiosa
O Monte é o local onde se realiza o Lag BaÔmer, um evento em homenagem ao rabino Shimon bar Yochai, que viveu no século II. Todos os anos,  milhares de judeus, principalmente os ultraortodoxos haredis, fazem peregrinações para celebrar a ocasião ou visitar o túmulo do rabino, que está enterrado no local.

#### Pisoteamento no Monte Meron
Em 30 de abril de 2021, 45 haredis, inclusive algumas crianças, morreram durante a cerimônia Lag BaÔmer, quando um tumulto levou ao pisoteamento de centenas de pessoas.